# La puerta de Alcalá (canción)
«La puerta de Alcalá» es una canción compuesta por Bernardo Fuster y Luis Mendo, integrantes del grupo madrileño Suburbano, y Miguel Ángel Campos y Francisco Villar, popularizada por Ana Belén y Víctor Manuel y centrada en el homónimo monumento de la ciudad de Madrid.

## Historia
Compuesta por la banda de Vallecas Suburbano en 1986, tenían intención de incluirla en su LP Calendario. Sin embargo, los autores habían autorizado la inclusión del tema en el LP de Ana Belén y Víctor Manuel Para la ternura siempre hay tiempo, que fue finalmente el estreno público de la canción.
Se hizo enormemente popular, llegando a venderse 300.000 copias del LP que la contenía. Por su parte, el sencillo alcanzó el número 1 en ventas el 14 de julio de 1986, permaneciendo en esa posición durante 7 semanas. La canción se situó también en el número 1 de la lista elaborada por la cadena SER para Los 40 Principales el 14 de junio de 1986.
Años después continuaba siendo célebre y sonó en la presentación de la candidatura de Madrid a los Juegos Olímpicos de 2012.

## Estructura
La canción cuenta con seis estrofas, que hacen un repaso poético por la historia del monumento y de paso por la de la ciudad. La primera como introducción; la segunda con referencias al patrocinador del mismo, el rey Carlos III; la tercera alude a la batalla de Madrid, con expresa alusión al No pasarán de Dolores Ibárruri; la cuarta es una alusión a la dictadura franquista y las primeras revueltas estudiantiles de los años 1960; la quinta a la movida madrileña y la sexta de cierre.

## Ediciones
Además de las grabaciones iniciales tanto de Suburbano, como de Víctor Manuel y Ana Belén, el tema figura en todos los discos recopilatorios de estos dos últimos: Ana Belén, 20 éxitos (1996), Ana Belén en Argentina (1999), además de la versión en directo para Mucho más que dos (1994).

## Versiones
- La cantante mexicana Anahí hizo una versión para su álbum Inesperado (2016), junto con David Bustamante.

## Curiosidades
- Francisco Villar, escritor de la canción, es el padre de la cantante María Villar conocida por su participación en OT 2018.